# Jonathan Ive
Sir Jonathan Ive, KBE (Londres, 27 de fevereiro de 1967) é um designer britânico que se mudou para San Francisco em 1992 para trabalhar na Apple. Foi líder do departamento de design industrial da empresa desde 1996, tendo acumulado o cargo de Vice Presidente Sênior após a morte de Steve Jobs.
Em 27 de junho de 2019, foi anunciado que Ive deixaria a Apple depois de vinte e sete anos para iniciar seu próprio empreendimento criativo chamado LoveFrom.

## Biografia
Durante sua vida universitária, Ive estudou design na Northumbria University, em seu país natal e obteve dois prêmios estudantis pela famosa Royal Society of Arts. Logo após sua graduação, começou a trabalhar na Tangerine Design, onde teve seu primeiro contato com Apple, durante uma consultoria relativa ao primeiro PowerBook. 
Em 1992, "Jony" é contratado pela Apple e se muda para a Califórnia. Quatro anos depois, ele é promovido para chefe do departamento de design. A partir desse período, Ive foi responsável pela criação de uma série de produtos de sucesso e conquistou o carinho e o respeito de Steve Jobs, que havia retornado à empresa.
Dentre as principais criações de Jonathan Ive, destacam-se o iMac, o iPod, o iPhone e o iPad. É notório que sua principal influência é o trabalho do designer Dieter Rams.
Em 2012, Ive recebeu o título de Comendador do Império Britânico, popularmente conhecido como Cavaleiro. e passou a ser chamado de Sir.
Foi anunciado em 27 de junho de 2019 que Ive sairá da Apple depois de vinte e sete anos para iniciar seu próprio empreendimento criativo chamado LoveFrom.

## Principais criações
- 1998 - computador G3
- 1999 - iBook com Cinema Display, PowerMac G4 Torre
- 2000 - Cube G4
- 2001 - iPod
- 2002 - iMac G4
- 2003 - Powerbook de 12" e 17"
- 2004 - Powerbook G5
- 2005 - Mac Mini
- 2007 - iPhone
- 2008 - MacBook Air
- 2010 - iPad
- 2014 - Apple Watch

- 2003 - Ive foi nomeado Designer do Ano pelo Museu de Design de Londres. Recebeu também o título de Designer Real da Indústria que foi concedido pela Sociedade Real de Artes.
- 2005 - Jonathan Ive foi eleito um dos homens da década, de acordo com eleição realizada neste ano.
- 2006 - Recebeu das mãos da rainha Elizabeth II o título de Comandante da Mais Excelente Ordem do Império Britânico.
- 2012 - Recebeu das mãos da rainha Elizabeth II o título de Sir (cavaleiro, Knight Commander of the British Empire (KBE)) na Lista de Honrarias do Ano Novo de 2012.